# NGC 1990
NGC 1990 هي مجرة تتبع كوكبة الجبار. اكتشفها ويليام هيرشل في 1 فبراير 1786.

## روابط خارجية
- NGC 1990 على موقع ويكي سكاي: DSS2, SDSS, GALEX, IRAS, Hydrogen α, X-Ray, Astrophoto, Sky Map, Articles and images